# Ofidiofilia

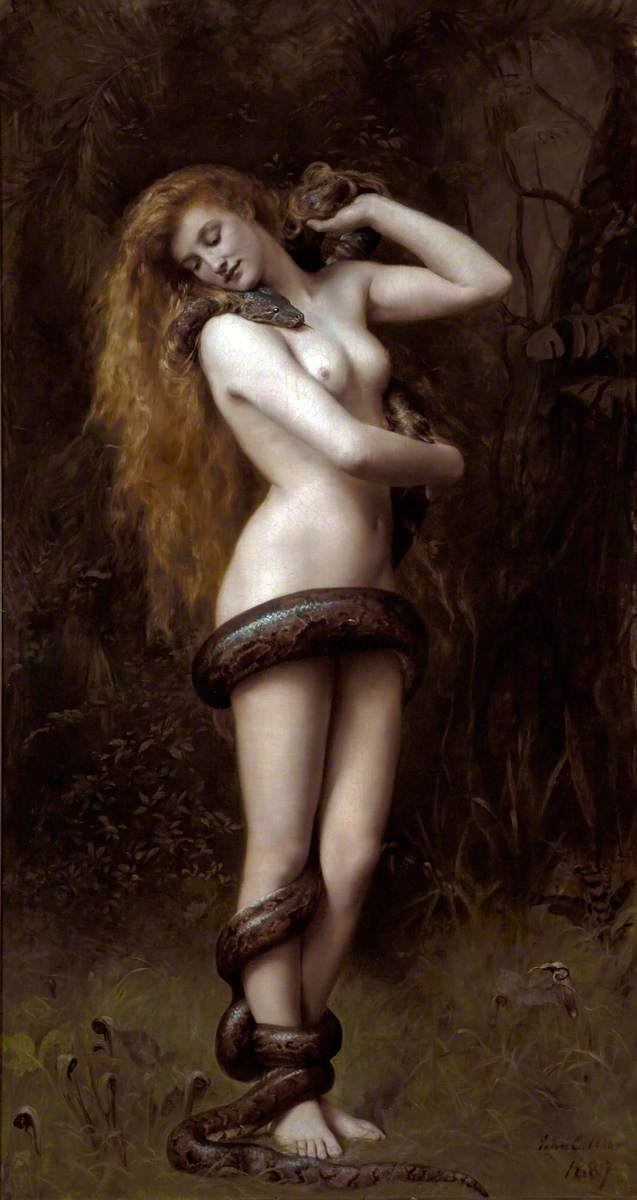
Lilith (John Collier painting)

La ofidiofilia es la atracción por las serpientes; es lo opuesto a la ofidiofobia (el miedo a las serpientes). La ofidiofilia es una subcategoría de la zoofilia, la atracción sexual hacia los animales en general. A las personas con ofidiofilia se les conoce como ofidiofilos. La ofidiofilia no siempre aparece como atracción sexual; algunos ofidiofilos se sienten atraídos por las serpientes en un nivel platónico (no sexual).
El ofidismo (un acto asociado a la ofidiofilia) es un acto sexual en el que una persona introduce la cola de una serpiente o anguila en su vagina o ano, y recibe placer mientras se retuerce para liberarse. Puede ser peligroso, ya que algunos reptiles son portadores de salmonela. Está documentado que el ofidismo se practicaba (al igual que muchos otros actos sexuales) en la antigua Grecia. Variaciones incluyen meter la serpiente/anguila de frente.
La serpiente es un viejo símbolo de fertilidad y sexualidad.